# Andoornbij
De andoornbij (Anthophora furcata) is een vliesvleugelig insect uit de familie bijen en hommels (Apidae), geslacht sachembijen (Anthophora). De wetenschappelijke naam van de soort is voor het eerst geldig gepubliceerd in 1798 door Panzer.